# Калинкин, Геннадий Сергеевич
Геннадий Сергеевич Калинкин — советский хозяйственный, государственный и политический деятель.

## Биография
Родился в 1924 году в Иванове. Член КПСС.
Участник Великой Отечественной войны. С 1951 года — на хозяйственной, общественной и политической работе. В 1951—1995 гг. — дежурный инженер заводской теплоэлектростанции на Ванновском нефтеперерабатывающем заводе в Ферганской области, инженер, секретарь парткома Пермского НПЗ, заместитель главного инженера нефтеперерабатывающего завода по вопросам строительства нефтехимического производства, первый секретарь Дзержинского районного комитета КПСС города Перми, председатель Пермского горисполкома, начальник Управления эксплуатации Камского и Воткинского водохранилищ.
Делегат XXIV съезда КПСС.
Почетный гражданин города Перми.
Умер в Перми в 2014 году.